# Кульминационный пункт
Кульминационный пункт (также кульминационный момент) — наибольшая высота, верхняя точка, апогей.
Используется в основном в переносном смысле «высшая степень развития или напряжения чего-либо».

## Кульминационный пункт наступления
В своём труде «О войне» Клаузевиц делает следующие наблюдения по поводу наступления:
- сила наступающей стороны сравнительно быстро ослабевает (например, из-за необходимости удерживать всё более растянутые линии снабжения и распыления сил для этого);
- ситуация для обороняющейся стороны обычно более благоприятна (линии снабжения укорачиваются, спланированное отступление позволяет сконцентрировать силы).

Клаузевиц потому делает вывод, что по сути
Наступающий закупает ценности, которые, быть может, и принесут ему выгоду при заключении мира, но пока он расплачивается за них наличными, расходуя свои вооруженные силы.
По мере того, как преимущество наступающей стороны истощается, может возникнуть кульминационный пункт, когда перевес окажется на стороне обороняющихся. Военное искусство в этой ситуации «сводится к тому, чтобы чутьем, при помощи обостренной интуиции, уловить кульминационный момент наступления» и принудить обороняющихся к заключению мира до этого момента. В случае, когда наступающая сторона неправильно оценит баланс сил и перейдёт за кульминационный пункт, в сражении произойдёт перелом и сила реакции противника в такой ситуации «обычно значительно превосходит силу предшествовавшего ей удара».
Джордж Холл отмечает, что, согласно Клаузевицу, прохождение наступающими кульминационного пункта неизбежно, если они не ставят целью уничтожения противника. С его точки зрения, конфедераты были обречены в гражданской войне в США уже самой постановкой ограниченной цели войны (конфедераты добивались своего признания, а не уничтожения северян).
Холл также призывает отличать «наивысший уровень» наступления (англ. high water mark, момент, когда наступление «захлёбывается») от кульминационной точки, когда перевес уже утрачен, но наступление может продолжаться из-за того, что командующий либо не замечает утраты перевеса, либо имеет предписание от верховной власти сражаться до последнего человека (Холл приводит в пример Роммеля в Африке, когда кульминационный пункт был достигнут задолго до Эль-Аламейна).
Руководство армии США FM 100-5 («Операции») явно требует от атакующего командира осознать приближение кульминационного пункта и перейти к обороне, пока он ещё сам может выбирать время и место для неё.